# Eris riedeli
Eris riedeli là một loài nhện trong họ Salticidae.
Loài này thuộc chi Eris. Eris riedeli được Joachim Schmidt miêu tả năm 1971.